# Deinodryinus hubeni
Deinodryinus hubeni (лат.) — вид мелких ос-дриинид рода Deinodryinus из подсемейства Anteoninae (Dryinidae). Южная Америка: Эквадор (провинция Тунгурауа). Вид назван в честь Майка Хьюбена (Mike Huben), коллекционера голотипа. Длина 3,6 мм. Основная окраска чёрная. От близких видов отличается следующими признаками: усиковые волоски короче ширины антенномеров, лицо полностью скульптурировано субпараллельными продольными килями, парамер с дистальным концом покрыт сенсорными ламеллами, а внутренний проксимальный отросток покрыт ламеллами и обертывает пенис.
Нижнечелюстные щупики состоят из 6, а нижнегубные — из 3 члеников. Формула шпор 1,1,2. Жвалы с четырьмя зубцами. В задней части головы развит полный затылочный киль. Предположительно, как и близкие виды эктопаразитотиды и хищники цикадок (у самок рода на передних лапках есть клешня для удерживания цикадок семейства Cicadellidae, в тот момент, когда они их временно парализуют и откладывают свои яйца; однако, у нового вида известен самец).